# Давар
«Давар» (івр. דבר; букв. «Слово») — щоденна газета на івриті, яка видавалася в Підмандатній Палестині та Ізраїлі з 1925 по травень 1996 року.
2016 року її перезапустили під назвою «Давар рішон» (івр. דבר ראשון) як інтернет-видання ізраїльської профспілки «Гістадрут».

## Історія

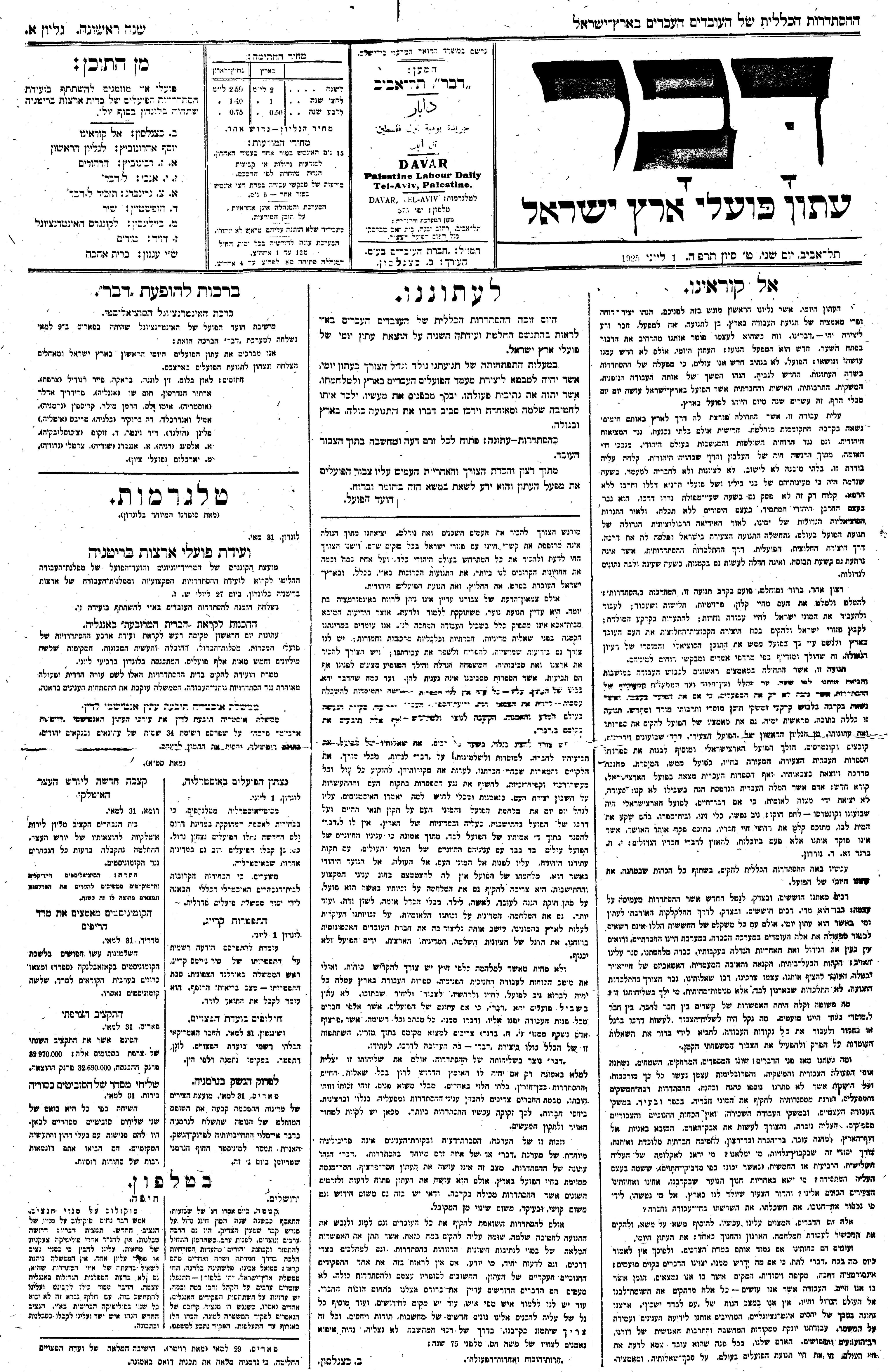
Перша сторінка першого номера газети «Давар»

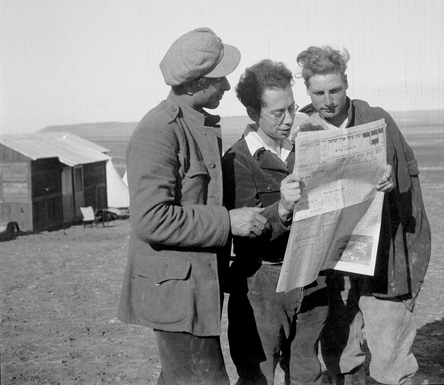
Читання газети «Давар» в кібуці Га-Цоре'а

Газету «Давар» заснували Моше Бейлінсон (івр. משה בילינסון) і Берл Кацнельсон (івр. ברל כצנלסון), як газету профспілки «Гістадрут», і Кацнельсон став її першим редактором. Перший номер вийшов 1 червня 1925 року під назвою «„Давар“ — ітон поалей Ерец-Ісраель» (літ. «Давар — газета робітників Землі Ізраїльської»).
Газета була успішною, видавалися кілька додатків, включаючи «Давар га-поелет» (івр. דבר הפועלת, «Давар працівниць», газета для жінок), «Га-Мешек га-шитуфі» (івр. המשק השיתופי, «Кооперативна економіка»), «Давар га-шавуа» (івр. דבר השבוע, «Давар цього тижня») і «Давар л-іладім» (івр. דבר לילדים, «Давар для дітей»), а також профспілковий бюлетень «Ваадкан» (івр. ועדכן). До 1950 року у видання було близько 400 співробітників і розгалужена система дистрибуції.
Після смерті Кацнельсона в 1944 році редактором став Залман Шазар (івр. זלמן שז"ר), згодом президент Ізраїлю. Хана Земер (івр. חנה זמר) редагувала газету з 1970 по 1990 роки.
1968 року, після формування Ізраїльської партії праці шляхом злиттям партій «Мапай» (івр. מפא"י), «Ахдут га-авода» (івр. אחדות העבודה) і «РАФІ» (івр. רפ"י), «Ла-Мерхав» (івр. למרחב), видання «Ахдут га-авода», об'єдналося із газетою «Давар». Останній номер «Ла-Мерхав» вийшов 31 травня 1971 року, і «Давар» офіційно перейменували на «Давар — Меухад ім-Ла-Мерхав» (букв. «„Давар“ — об'єднаний з „Ла-Мерхав“»).
До 1980-х років у газети почалися серйозні фінансові труднощі. 1990 року, після виходу Земер у відставку, Йорам Пері (івр. יורם פרי) та Даніель Блох (івр. דניאל בלוך) стали співредакторами. Пізніше газету перейменували на «Давар рішон», а Рон Бен-Ішай (івр. רון בן־ישי) став редактором. Однак 1996 року «Гістадрут» закрив газету. Будівлю видання на розі вулиць Мелчетта і Шинкіна в Тель-Авіві знесли, а на її місці звели житловий будинок.
2016 року «Давар рішон» перезапустили як видання лише в Інтернеті. У квітні 2019 року вебсайт був закритий на кілька тижнів у зв'язку з трудовим спором, але знову відкрили з новою редакцією. У жовтні 2019 року почало виходити версія англійською. У січні 2020 року також додалася версія арабською.

## Відомі журналісти
- Шай Аґнон
- Натан Альтерман
- Йосі Бейлін (1948 р.н.)
- Моше Бейлінсон

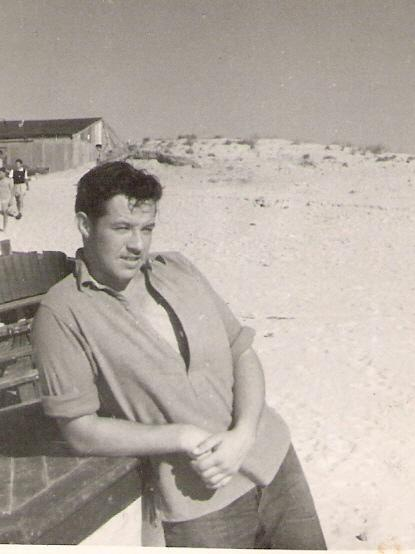
Дан Бен-Амоц

- Дан Бен-Амоц (1924–89), радіомовник, журналіст, драматург і письменник
- Амнон Данкнер
- Лія Ґолдберґ
- Хаїм Ґурі (нар. 1923), поет, прозаїк, журналіст і документаліст
- Урі Ґрінберґ
- Талі Ліпкін-Шахак
- Ар'є Навон (карикатурист)
- Дов Садан
- Іцхак Яців
- Давід Закай

## Виноски
1. ↑  Segev, Tom (7 квітня 2009). Why did Ben Gurion call Begin a 'Hitlerist type'? Also, how to peruse articles from Jewish newspapers published during Israel's earliest days (англ.). Haaretz. Архів оригіналу за 22 квітня 2021. Процитовано 13 листопада 2020. On June 1, 1925, a new daily newspaper appeared in Tel Aviv, called Davar. The paper came out continuously until 1996, and was generally considered an important publication.
2. 1 2 3 4  Cashman, Greer Fay (8 червня 2016). Histadrut revives 'Davar' socialist newspaper online. The Jerusalem Post. Архів оригіналу за 26 жовтня 2016. Процитовано 25 жовтня 2016.
3. ↑  ארגון העיתונאים ועובדי "דבר ראשון" עותרים נגד ההסתדרות וטוענים להתנכלות. גלובס (івр.). 21 квітня 2019. Архів оригіналу за 19 травня 2021. Процитовано 22 липня 2019.
4. ↑  במתכונת חדשה: 'דבר העובדים בארץ ישראל' יוצא לדרך. דבר העובדים בארץ ישראל (he-IL) . 1 травня 2019. Архів оригіналу за 22 листопада 2020. Процитовано 22 липня 2019.
5. ↑  English edition. Davar (англ.). Архів оригіналу за 12 січня 2022. Процитовано 12 січня 2022.
6. ↑  Arabic edition. Davar (دڤر) (араб.). Архів оригіналу за 11 січня 2022. Процитовано 12 січня 2022.